# Unicodeblock Syrisch, Ergänzung
Der Unicodeblock Syrisch, Ergänzung (engl.: Syriac Supplement, U+0860 bis U+086F) enthält zusätzliche syrische Buchstaben zur Darstellung von Malayalam. Weitere syrische Zeichen finden sich im Unicodeblock Syrisch.

## Tabelle
Der Block ist erst mit Standard 10.0.0 definiert und deshalb dürfte es bisher kaum Fonts für die Darstellung geben.
Alle Zeichen besitzen die Allgemeine Kategorie „anderer Buchstabe“ und die bidirektionale Klasse „arabischer Buchstabe“.
| Unicodenummer | Zeichen (400 %) | Offizielle Bezeichnung       | Beschreibung                       |
| ------------- | --------------- | ---------------------------- | ---------------------------------- |
| U+0860 (2144) | ࡠ               | SYRIAC LETTER MALAYALAM NGA  | Syrischer Buchstabe Malayalam-Nga  |
| U+0861 (2145) | ࡡ               | SYRIAC LETTER MALAYALAM JA   | Syrischer Buchstabe Malayalam-Ja   |
| U+0862 (2146) | ࡢ               | SYRIAC LETTER MALAYALAM NYA  | Syrischer Buchstabe Malayalam-Nya  |
| U+0863 (2147) | ࡣ               | SYRIAC LETTER MALAYALAM TTA  | Syrischer Buchstabe Malayalam-Tta  |
| U+0864 (2148) | ࡤ               | SYRIAC LETTER MALAYALAM NNA  | Syrischer Buchstabe Malayalam-Nna  |
| U+0865 (2149) | ࡥ               | SYRIAC LETTER MALAYALAM NNNA | Syrischer Buchstabe Malayalam-Nnna |
| U+0866 (2150) | ࡦ               | SYRIAC LETTER MALAYALAM BHA  | Syrischer Buchstabe Malayalam-Bha  |
| U+0867 (2151) | ࡧ               | SYRIAC LETTER MALAYALAM RA   | Syrischer Buchstabe Malayalam-Ra   |
| U+0868 (2152) | ࡨ               | SYRIAC LETTER MALAYALAM LLA  | Syrischer Buchstabe Malayalam-Lla  |
| U+0869 (2153) | ࡩ               | SYRIAC LETTER MALAYALAM LLLA | Syrischer Buchstabe Malayalam-Llla |
| U+086A (2154) | ࡪ               | SYRIAC LETTER MALAYALAM SSA  | Syrischer Buchstabe Malayalam-Ssa  |